# 粗硬春孔菌
粗硬春孔菌（学名：Earliella scabrosa），屬多孔菌科红贝菌属的惟一一種，是木棲腐生的中小型菇類。該菇類生長於如台灣等地之低中海拔林區，生長期間約是在春夏兩季之間。